# 卢宗道
卢宗道（？—？），范阳郡涿县（今河北省涿州市）人，出自范阳卢氏南祖，东魏骠骑大将军、青州刺史、大夏孝威男卢文伟之子，北齐官员。

## 生平
卢宗道性格粗率，历任尚书郎、通直散骑常侍，后代理南营州刺史，曾经在晋阳置办酒宴，宾朋满座，中书舍人马士达见到弹箜篌的女妓说：“手非常纤细白嫩。”卢宗道就把这个婢女送给马士达，马士达坚决推辞，卢宗道就命令家人准备把婢女的手砍下来，马士达不得已接受了婢女。卢宗道将要前往南营州时，在督亢陂邀请集合众多同乡，杀牛举办聚会，有个过去的门生喝醉了，言语之间，略微有疏忽过失，卢宗道便下令将他沉入水中，卢宗道后被定罪残酷滥杀革除官职。

## 家族

### 父亲
- 卢文伟，东魏骠骑大将军、青州刺史、大夏孝威男

### 兄弟
- 卢恭道，东魏龙骧将军、范阳郡太守
- 卢怀道，东魏乌苏镇城都督

### 子女
- 卢旋芷，北齐仪同三司、宁都公冯某的继室夫人